# سولن
السَّولن هو جنس من السولنيات جسمه أسطواني الشكل مستطيله تلحفه صدفة كالقراب مشطوفة المؤخر المنفرج.